# Frida Winkler
Frida Winkler, née le 21 mai 1909 et morte le 13 mars 1988, est une ouvrière d'usine et membre de la résistance allemande au nazisme, membre du groupe Gemeinschaft für Frieden und Aufbau (de). Elle est reconnue Juste parmi les nations en 1982 pour avoir sauvé des juifs.

## Biographie
Frida Klaehn naît le 21 mai 1909. À l'âge de quinze ans, elle commence à travailler dans une usine de chapeaux à Luckenwalde. En 1928, elle épouse Hans Winkler (de), ils ont deux enfants, Horst, né en 1929 et Ruth née en 1931.
Comme son mari, Frida Winkler s'oppose au nazisme. En 1943, le couple tente, en vain, d'empêcher la déportation de leur ami Günther Samuel et sa famille vers un camp de concentration. Ensuite, à partir d'août 1943, ils cachent Eugen Herman-Friede, un adolescent juif, dans leur appartement. Il réussit à survivre à la Seconde Guerre mondiale et témoigne en leur faveur, après la guerre, auprès de l'état d'Israël,,.
En septembre 1943, Hans Winkler rencontre Werner Scharff. Ils fondent, avec Fancia Grün, le groupe de résistance Gemeinschaft für Frieden und Aufbau (de) (« Communauté pour la Paix et la Construction ») qui aide les juifs à survivre dans la clandestinité et distribue des tracts contre le régime, appelant à la paix. Frida Winkler participe à toutes les actions du groupe.
Hans Winkler est arrêté le 14 octobre 1944 mais Frida Winkler reste libre. Il est libéré en mars 1945 par les troupes alliées à Bayreuth.
Frida Winkler meurt le 13 mars 1988.

## Hommages et postérité
Frida et Hans Winkler sont reconnus Justes parmi les nations par Yad Vashem le 10 juin 1982.
Lors d'une cérémonie organisée en leur honneur le 20 février 2008, à Luckenwalde, l'ambassadeur d'Israël remet à titre posthume la médaille et le certificat à leur fille Ruth Kühne-Winkler,.